# Vecht en Venen
Vecht en Venen was de werknaam van een fusiegemeente in het noordwesten van de Nederlandse provincie Utrecht, betreffende een gemeentelijke herindeling tussen De Ronde Venen, Abcoude, Breukelen en Loenen. Het provinciebestuur had op de samenvoeging aangedrongen, terwijl met name de gemeenten Breukelen en Loenen zich tegen deze fusie hebben gekant.
Indien de fusie doorgegaan zou zijn, dan zou Vecht en Venen qua oppervlakte de grootste gemeente van het Groene Hart geworden zijn.
De herindeling is echter door staatssecretaris Bijleveld aangehouden, nadat op 12 mei 2009 uit een behandeling van het betreffende wetsvoorstel bleek dat bijna de hele Tweede Kamer tegen de samenvoeging van de vier gemeenten was. De geplande samenvoeging per 1 januari 2010 was daarmee van de baan. Bijleveld zei echter het plan voor de grote fusiegemeente achter de hand te houden als terugvaloptie, mocht er geen beter alternatief komen. 
Per 2011 moest Loenen in elk geval samengevoegd zijn met één of meer andere gemeenten. Veel Kamerfracties gaven de voorkeur aan een totstandkoming van twee nieuwe gemeenten. Abcoude en Ronde Venen zouden opgaan in de nieuwe gemeente De Ronde Venen. De gemeente Stichtse Vecht zou dan bestaan uit Loenen, Breukelen en Maarssen.  
Aldus geschiedde.